# Rakaia australis
Espèce
Synonymes
- Rakaia magna australis Forster, 1952

Rakaia australis est une espèce d'opilions cyphophthalmes de la famille des Pettalidae.

## Distribution
Cette espèce est endémique de Nouvelle-Zélande. Elle se rencontre dans les régions de  Canterbury et West Coast.

## Description
Le mâle holotype mesure 3,31 mm et la femelle paratype 3,25 mm.

## Systématique et taxinomie
Cette espèce a été décrite sous le protonyme Rakaia magna australis par Forster en 1952. Elle est élevée au rang d'espèce par Giribet en 2020.

## Publication originale
- Forster, 1952 : « Supplement to the Sub-order Cyphophthalmi. » Dominion Museum Records in Entomology, vol. 1, no 9, p. 179–211.